# Třebeň
Třebeň (Duits: Trebendorf) is een gemeente in het zuiden van de Tsjechische regio Karlsbad. De gemeente ligt op 439 meter hoogte, ongeveer 4 kilometer ten oosten van de stad Františkovy Lázně. De rivier Eger stroomt door de gemeente.
Naast het dorp Třebeň liggen ook de dorpen Doubí, Dvorek, Horní Ves, Chocovice, Lesina, Lesinka, Nový Drahov, Povodí en Vokov in de gemeente. Třebeň heeft een eigen spoorwegstation aan de spoorlijn Cheb - Luby.
De eerste schriftelijke vermelding van Třebeň stamt uit het jaar 1208. In de 14e eeuw werd een vesting gebouwd, waarvan tegenwoordig niets meer te zien is.

Aš · 
Cheb · 
Dolní Žandov · 
Drmoul · 
Františkovy Lázně · 
Hazlov · 
Hranice · 
Krásná · 
Křižovatka · 
Lázně Kynžvart · 
Libá · 
Lipová · 
Luby · 
Mariënbad (Mariánské Lázně) · 
Milhostov · 
Milíkov · 
Mnichov · 
Nebanice · 
Nový Kostel · 
Odrava · 
Okrouhlá · 
Ovesné Kladruby · 
Plesná · 
Podhradí · 
Pomezí nad Ohří · 
Poustka · 
Prameny · 
Skalná · 
Stará Voda · 
Teplá · 
Trstěnice · 
Třebeň · 
Tři Sekery · 
Tuřany · 
Valy · 
Velká Hleďsebe · 
Velký Luh · 
Vlkovice · 
Vojtanov · 
Zádub-Závišín